# 하시모토 아이 (1996년)
하시모토 아이(일본어: 橋本 愛, 1996년 1월 12일~)는 일본의 배우이다. 소니 뮤직 아티스츠 소속이다. 구마모토현 출생이며, 신장은 165cm, 혈액형은 O형이다.

## 내력
2008년, 어머니가 응모한 뉴컴 〈HUAHUA 오디션〉에서 그랑프리를 수상해, 연예계 데뷔. 같은 해에 개최된 〈제33회 호리프로 탤런트 스카우트 캐러밴〉에서는, 최종 후보자에 선택되지만, 그랑프리 특별상의 수상은 놓쳤다.
2009년, 여성 패션 잡지 《Seventeen》의 미스 세븐틴에, 응모 총 수 5,267명 중 쿠도 에미, 타카다 아리사, 히로세 아리스와 함께, 그랑프리 수상자 중에서 최연소로 선택되었다. 또, 영화 《Give and Go》로 영화 첫 출연·주연.
2010년, 영화 《고백》에 출연. 그 후, 다수의 주역을 맡는다.
2013년, 여주인공·히가시하라 카스미 역을 맡은 영화 《키리시마, 동아리 활동 그만둔대》 등의 연기가 평가되어, 제86회 키네마 준보 베스트 10 신인 여우상, 제36회 일본 아카데미상 신인 배우상 등을 수상했다. 같은 해, NHK 연속 TV 소설 《아마짱》에서 노넨 레나가 연기하는 아마노 아키의 친구 역인 아다치 유이를 연기한다. 12월 31일에 방송된 제64회 NHK 홍백가합전에서는, 《아마짱》을 테마로 한 기획 코너 〈아마짱 “특별편”〉에서, 아마노 아키 역의 노넨 레나와 “파도소리의 메모리즈”로서 〈파도소리의 메모리〉의 1절을 노래했다. 마지막에는 출연자 전원에 의해 〈고향에 돌아가자〉를 노래했다.
2014년 5월, 《Seventeen》의 전속 모델을 졸업했다.
2015년 2월, 주연 영화 《리틀 포레스트》 《원더풀 월드 엔드》가 제65회 베를린 국제 영화제에서 상영되어, 해외 영화제에 처음으로 참가했다.

## 수상
2012년
- 제4회 TAMA 영화상 최우수 신진 여우상 (《키리시마, 동아리 활동 그만둔대》 《Another》 《HOME 사랑의 다다미방 카와 나고》 《사다코 3D》)
- 제34회 요코하마 영화제 최우수 신인상 (《키리시마, 동아리 활동 그만둔대》 《Another》 《츠나구》 《HOME 사랑의 다다미방 카와 나고》)
- 제86회 키네마 준보 베스트 10 신인 여우상 (《키리시마, 동아리 활동 그만둔대》 《Another》 《츠나구》 외)
- 제36회 일본 아카데미상 우수 신인 배우상 (《키리시마, 동아리 활동 그만둔대》 《HOME 사랑의 다다미방 카와 나고》 《Another》)
- 제17회 일본 인터넷 영화대상 뉴 페이스 브레이크상 (《Another》 《HOME 사랑의 다다미방 카와 나고》 《츠나구》 《키리시마, 동아리 활동 그만둔대》)
- 제67회 일본 방송 영화 예술 대상 영화 부문 우수 신인상 (《키리시마, 동아리 활동 그만둔대》)

2013년
- 제4회 일본 시어터 스태프 영화제 여우 조연상 (《키리시마, 동아리 활동 그만둔대》)

2014년
- 제38회 엘란도르상 신인상 (《아마짱》)

## 출연

### 영화
- Give and Go (2010년, Give and Go 제작 위원회) - 오오시마 나츠키 역
- 고백 (2010년, 토호) - 키타하라 미즈키 (미즈호) 역
- 관제탑 (2011년, 소니 뮤직 엔터테인먼트/SME Records) - 타키모토 미즈호 역
- 아바타 (2011년, 우즈마사) - 아부쿠마가와 미치코 역
- 오오키가의 즐거운 여행 신혼 지옥 편 (2011년, 가가) - 요시코 역
- HOME 사랑의 다다미방 카와 나고 (2012년, 토에이) - 타카하시 아즈미 역
- 사다코 3D (2012년, 카도카와 영화) - 야마무라 사다코 역
- 극장판 BLOOD-C The Last Dark (2012년, 쇼치쿠) - 히이라기 마나 역 (목소리)
- 수프~환생 이야기~ (2012년, 도쿄 테아트르) - 니시무라 치아키 역
- Another 어나더 (2012년, 토호) - 미사키 메이 역
- 키리시마, 동아리 활동 그만둔대 (2012년, 쇼게이트) - 히가시하라 카스미 역
- BUNGO~사소한 욕망~ 고백하는 신사들 〈스시〉 (2012년, 카도카와 영화) - 토모요 역
- 츠나구 (2012년, 토호) - 아라시 미사 역
- 안녕 드뷔시 (2012년, 도쿄 테아트르) -카즈키 하루카 역
- 입맞춤 (2013년, 토에이) - 쿠니무라 하루카 역
- 나는 아직 진심을 내지 않았을 뿐 (2013년, 쇼치쿠) - 오오구로 스즈코 역
- 오토나 드롭 (2014년, 토호 영상 사업부) - 이리에 안 역
- 갈증. (2014년, 가가) - 모리시타 에미 역
- 리틀 포레스트 (쇼치쿠 미디어 사업부) - 이치코 역
  - 여름 편·가을 편 (2014년)
  - 겨울 편·봄 편 (2015년)
- 기생수 (토호) - 무라노 사토미 역
  - PART1 (2014년 11월 29일)
  - 완결편 (2015년 4월 25일)
- 원더풀 월드 엔드 (2015년 1월 17일, SPOTTED PRODUCTIONS) - 시오리 역
- 잔예 -살아서는 안되는 방- (2016년 1월 30일, 쇼치쿠) - 쿠보 역
- 쉘 콜렉터 (2016년, 비터즈 엔드)
- 버스데이 카드 (2016년 10월, 토에이) - 노리코 역
- 아름다운 사람 (2016년)
- 고도 (2016년 12월 3일) - 마이에
- 아름다운 별 (2017년 5월, 가가) - 오오스기 아키코 역

### 드라마
- MM9-MONSTER MAGNITUDE- 제3 ~ 13화 (2010년 7월 ~ 9월, MBS) - 후타라 아키츠 역
- 내가 처음으로 만든 드라마 〈리볼버즈〉 (2011년 2월 4일, NHK) - 미카 역
- 각성~공포에 눈뜨는 6가지 스토리 〈프롤로그/에필로그〉 (2011년 3월 31일, 후지 TV) - 마나베 유키 역
- 신 당신이 모르는 세계 〈빛이 바랜 마지막 러브 레터〉 (2011년 8월 25일, 닛폰 TV) - 에리코 역
- 죄와 벌 A Falsified Romance (2012년 4월 ~ 6월, WOWOW) - 바바 히카루 역
- 미야베 미유키 4주 연속 “극상” 미스터리 제1밤 〈이유〉 (2012년 5월 7일, TBS) - 이시다 유카리 역
- 첫사랑 (2012년 5월 ~ 7월, NHK) - 토요사키 미도리(1984년대) 역
- 이로도리히무라 제3화 (2012년 10월 29일, TBS) - 하시모토 아이/리나 역
- 스위츠!~아아, 달콤한 청춘이여~ (2012년 12월 7일, NHK 후쿠오카) - 우류 모모코 역
- 연속 TV 소설 아마짱 (2013년 4월 ~ 9월, NHK) - 아다치 유이 역
- 하드 너츠!~수학 girl이 사랑하는 사건부~ (2013년 10월 ~ 12월, NHK BS 프리미엄) - 난바 쿠루미 역
- 아오야마 원 세그 개발 염력! (2014년 2월 6일 ~ 27일, NHK 교육 텔레비전) - 이쿠코 역
- 24시간 여배우-기다리는 여자- 제8회 (2014년 2월 14일, 히카리 TV) - 이리에 안 역 ※영화 《오토나 드롭》의 스핀오프 작품.
- 젊은이들 2014 (2014년 7월 ~ 9월, 후지 TV) - 나가하라 카스미 역
- 이다텐~도쿄 올림픽 이야기~ (2019년 1월 6일 ~ 2019년 12월 15일, NHK) - 코우메 역
- 파레토의 오산~케이스 워커 살인사건 (2020년 3월 ~, WOWOW) - 마키노 사토미 역

### 무대
- 꿈과 희망의 끝 (2016년 9월 ~ 10월)

### 라디오
- SCHOOL OF LOCK! 〈GIRLS LOCKS!〉 (2013년 4월 29일 ~ 10월 3일, TOKYO FM) - 제5주째 퍼스낼리티

### CM
- 타카미야 학원 요요기 제미나르 (2010년 2월 ~ 2011년 3월)
- MSD 기업 (2010년 10월 ~ 12월)
- meiji
  - 수제 초코 레시피 (2011년 1월 ~ 12월)
  - 과즙 구미 (2011년 5월 ~ 12월)
- 캡콤 〈MARVEL VS. CAPCOM 3 Fate of Two Worlds〉 (2011년 2월 ~ 3월)
- NTT 동일본 봄 축하 전보 (2011년 3월 ~ 4월)
- 산토리 BOSS 커피 (2011년 8월 ~ 2013년 9월, 2014년 2월 ~ )
- 도쿄 가스 MiSTY (2012년 10월 ~ 2013년 3월)
- NTT docomo 〈도코모 가족〉 (2013년 1월 ~ 3월)
- TOYOTA SPADE (2014년 4월 ~ )
- 오오츠카 제약 포카리 스웨트 이온 워터 (2016년 4월 ~ )

### 광고
- 일본 손해 보험 협회 방화 포스터 (2011년)
- 존슨앤드존슨 비전 케어 컴퍼니 아큐브 캠페인 캐릭터 (2012년 ~ 2013년)

### 뮤직 비디오
- JUJU 〈Hello, Again〉 (2010년)
- Base Ball Bear 〈senko_hanabi〉 (2013년)
- 오오모리 세이코
  - 〈미드나이트 청순 이성 교제〉 (2013년)
  - 〈너와 영화〉 (2013년)
- 모모 루루 갸반 〈모모 루루·°C·갸바노〉 (2014년)

## 서적

### 잡지
- Seventeen (2009년 10월호 ~ 2014년 6월호, 슈에이샤) - 전속 모델